# Lotophages
Dans la mythologie grecque, les Lotophages (en grec ancien Λωτοφάγοι / Lôtophágoi) sont un peuple imaginaire mentionné dans l’Odyssée d'Homère.

## Mythe

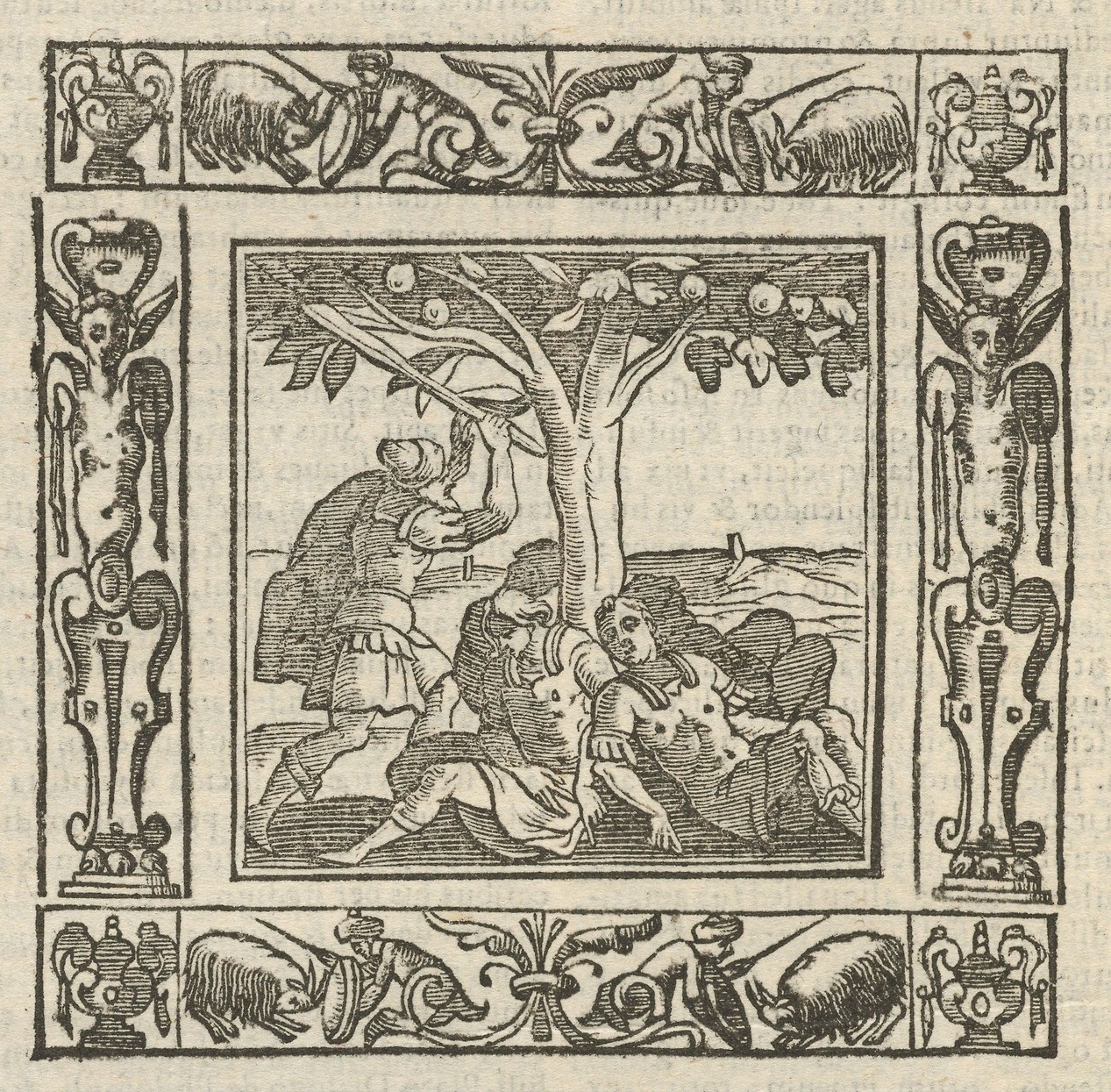
Gravure de Lotophages illustrant une édition de 1621 des Emblemata d'André Alciat.

L’île des Lotophages est identifiée dès l'Antiquité comme étant Djerba (voir ci-dessous), au large de la Tunisie. Les Lotophages, comme l'indique leur nom, sont des « mangeurs de lotos », plante dont la consommation a la propriété de faire oublier à ceux qui en mangent qui ils sont et d'où ils viennent : ces êtres ne vivent que de la cueillette des fruits de la nature. Au cours de l'étape la plus importante de ses périples après les Cicones, Ulysse envoie deux éclaireurs non armés reconnaître les lieux. Il leur adjoint un héraut : porteur d'un tout petit bâton et en grande tenue, ce personnage a pour fonction diplomatique de prendre contact avec le prince éventuel qui règne en ces lieux et de lui faire connaître l'identité des nouveaux arrivants ; peine perdue.

« Mais, à peine en chemin, mes envoyés se lient avec les Lotophages qui, loin de méditer le meurtre de nos gens, leur servent du lotos. Or, sitôt que l'un d'eux goûte à ces fruits de miel, il ne veut plus rentrer ni donner de nouvelles. »

— (ibid., IX, 91-95, trad. Victor Bérard)
Ulysse doit ramener de force ses compagnons sur les navires, et rembarquer aussitôt.

## Interprétations
Selon Jean Bérard, cette escale d'Ulysse symbolise un danger particulier qui pèse sur tous les explorateurs : celui d'un « accueil si bienveillant », d'une terre si hospitalière, qu'elle prive les marins de l'envie de retour.
Pour Jean-Pierre Vernant, le passage par les Lotophages marque pour Ulysse l'accès aux mondes inconnus et inquiétants, que son parcours va désormais avoir à affronter. Surtout, parce que ses habitants offrent la délicieuse nourriture de l'oubli, il est la première étape d'une épreuve existentielle, celle de la défaillance de la mémoire : « Celui qui absorbe le lotos cesse de vivre comme font les hommes, avec en eux le souvenir du passé et la conscience de ce qu'ils sont. » Sur le périple d'Ulysse, pèse en effet le danger permanent de l'effacement du souvenir et de la perte du désir de retourner dans la patrie natale. Pour être homme, il faut pouvoir surmonter l'oubli, « se souvenir de soi et des autres ». Tel est l'arrière-plan de toutes les aventures d'Ulysse.
Pour Jean Cuisenier, l’Odyssée contient, sous ses récits de voyages, un ensemble de connaissances empiriques, de recettes de pilotage, de connaissances sur les mouillages convenables et les régimes des vents et des courants en Méditerranée, utiles aux matelots, capitaines et futurs chefs d'expéditions pour la fondation de colonies. L'épisode des Lotophages apprend donc aux gens de mer qui écoutent le rhapsode que, sur le rivage des Syrtes, vit un peuple pacifique, sans organisation politique, qui se nourrit des produits de la cueillette et d'une plante aux propriétés émollientes : là, il n'y a donc rien à piller, rien à échanger, pas de commerce à faire. Des navires en expédition n'ont aucune raison d'y stationner. Ulysse s'empresse, fort justement d'ailleurs, de faire rembarquer ses gens.

### La localisation du pays des Lotophages
Dès l'Antiquité, les historiens ont fait correspondre l'île des Lotophages avec l'île de Djerba, située au sud-est de la Tunisie. Mais il est fort improbable que l'escadre des grands navires de guerre d'Ulysse ait pu accoster à Djerba, en raison du risque important d'échouage sur les hauts-fonds de sable qui longent tout le rivage des Syrtes, danger bien connu des navigateurs grecs. Aux VIIIe et VIIe siècles av. J.-C., les premiers colons grecs ont établi des comptoirs à Bizerte et à Tabarka, c'est-à-dire sur des îles et presqu'îles rocheuses. C'est donc à proximité des quelques promontoires rocheux de cette côte, comme ceux du golfe de Gabès en Tunisie, que la flotte d'Ulysse a pu toucher terre. Cette localisation offre l'avantage de concorder avec ce que nous apprennent la botanique et l'ethnographie sur la plante qu'Homère désigne sous le nom de lotus.

### L'identification du lotus homérique
Le lotus, en grec λωτός / lôtós, n'est pas une drogue, puisque Homère n'emploie pas le mot de φάρμακον / phármakon. Il s'agit bien d'une plante et elle est réelle, comme l'a démontré Alain Ballabriga. Une plante endémique pousse sur la côte, depuis la Tunisie jusqu'au Maroc, sous le nom de lotos (nom trompeur qui crée la confusion avec le Nymphea lotus, le lotus du Nil, lis d'eau) ; elle était connue des « Éthiopiens Troglodytes » dont parle Hérodote ; c'est le jujubier sauvage, Ziziphus lotus, arbuste des pays arides dont le fruit ressemble à une baie au goût de datte : « Les Lotophages en font aussi du vin », écrit Hérodote. En Tunisie, cette plante est connue aujourd'hui sous le nom de sedra. La pharmacologie moderne a défini comme principes actifs de ce « lotus » deux alcaloïdes, les lotusines A(1) et D(2) aux propriétés narcotiques.

## Sources
- Hérodote, Histoires [détail des éditions] [lire en ligne] (IV, 177).
- Homère, Odyssée [détail des éditions] [lire en ligne] (IX, 84-105).
- Hygin, Fables [détail des éditions] [(la) lire en ligne] (CXXV).
- Polybe, Histoires [détail des éditions] [lire en ligne] (I, 9).
- Strabon, Géographie [détail des éditions] [lire en ligne] (III, 4, 3 ; XVII, 3, 8 et 17).

## Filmographie
- Ulysse 31 (1981), Jean Chalopin et Nina Wolmark (épisode 24)
- Percy Jackson : Le Voleur de foudre (2010), Chris Columbus
- O'Brother (2000), Ethan Coen